# Bevington
Bevington è un comune degli Stati Uniti d'America, situato nello Stato dell'Iowa, diviso tra la contea di Madison e la contea di Warren. Il territorio comunale è attraversato dal fiume Middle River.